# 100 франків (Наполеон Бонапарт)
100 франків (Наполеон Бонапарт) — французька банкнота, ескіз якої розроблений 5 березня 1959 і випускалася в обіг Банком Франції з 4 січня 1960 до заміни на банкноту сто франків з Корнелем. Банкнота являла собою аналог купюри середини 50-х 10 000 франків з Наполеоном Бонапартом.

## Історія

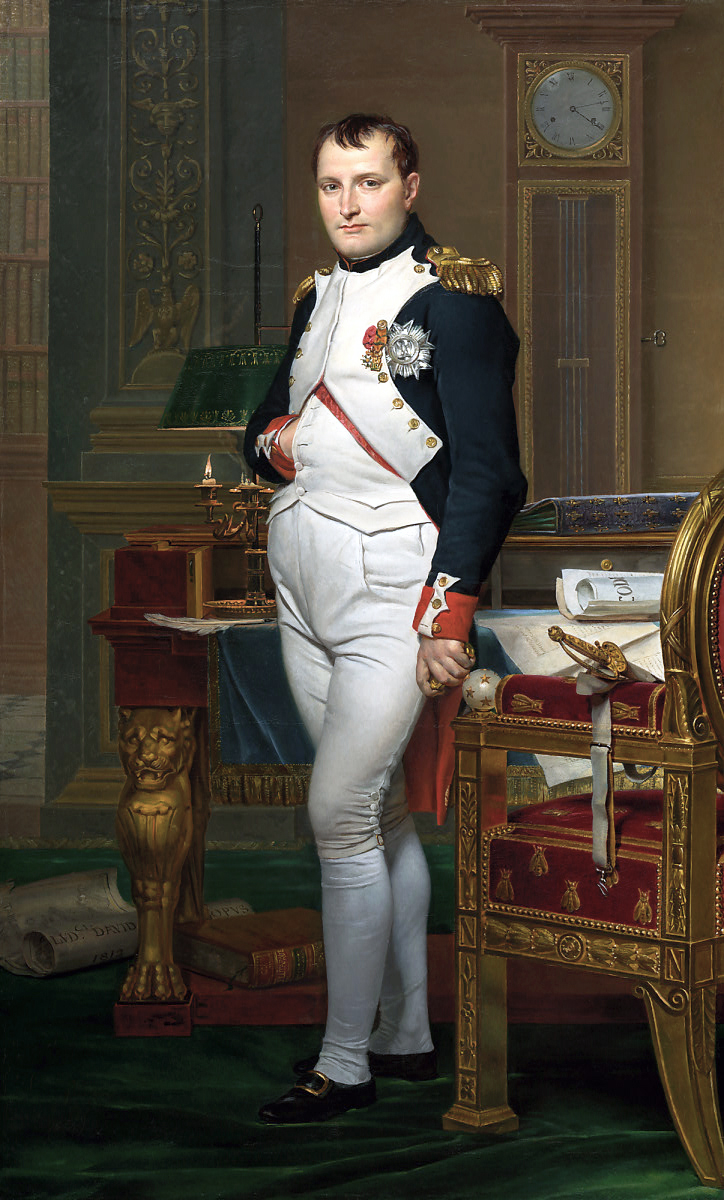
Наполеон I Бонапарт — французький імператор у 1804–1814 і 1815

Банкнота належить до серії «Знамениті люди Франції», їх діяльність призвела до створення сучасної Франції як держави. Купюра є аналогом банкноти середини 50-х років — 10 000 франків з Наполеоном Бонапартом, але зі зменшеним в 1:100 номіналом — як наслідок грошової реформи кінця 50-х — початку 60 років, у зв'язку з цим на банкнотах вказувалася аббревіатуара «NF» (фр. «nouveaux francs»), що означала — «новий франк». Банкнота випускалася з березня 1959 по квітень 1964, а з 30 квітня 1971 вона перестає бути законним платіжним засобом. Банкнота 100 нових франків з Бонапартом користувалася поганою репутацією завдяки фальшивомонетнику Чеславу Боярському, який виготовив велику кількість високоякісних підроблених цих банкнот на початку 1960 -х років.

## Опис
Банкноту розробили — Клеман Серво та гравери Жюль Піль і Андре Марлі. 
Аверс: справа портрет Наполеона Бонапарта у формі генерала, на фоні Тріумфальної арки. 
Реверс: зліва портрет Бонапарта, на фоні Будинку Інвалідів і купою прапорів з «Великої Армії». 
Водяний знак зображує профіль Бонапарта. Розміри купюри — 172 мм × 92 мм.

## Джерело
- Перелік французьких банкнот [Архівовано 14 квітня 2012 у Wayback Machine.]
- Сайт нумізматики та боністики Франції